# دروازه‌های دوزخ

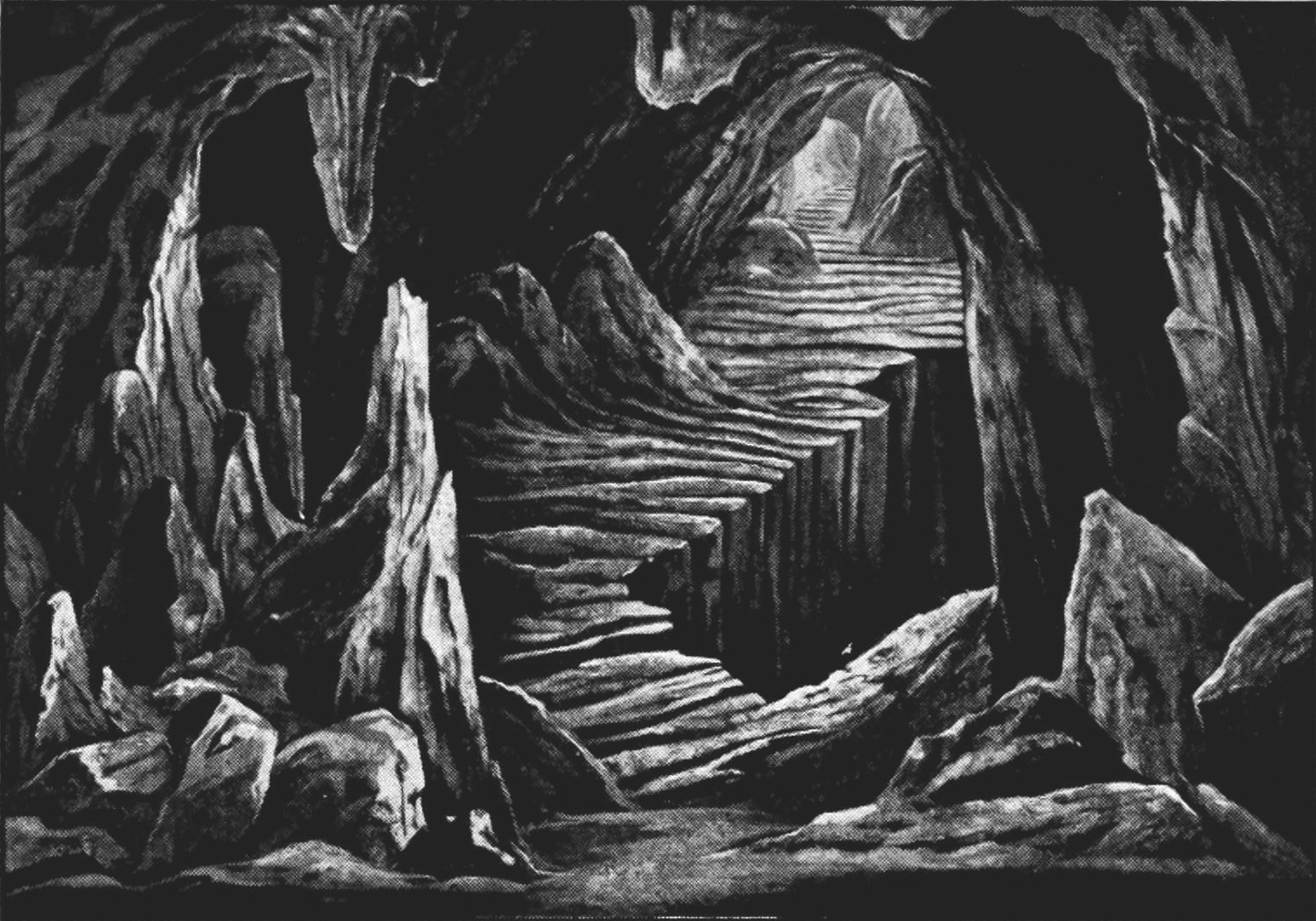
گلوک - Orfeo ed Euridice, Act IV - دروازه‌های جهنم - لنده - کتاب اپرا ویکتورلا

دروازه‌های دوزخ یا ورودی‌های دوزخ (انگلیسی: Gates of hell) مکان‌های مختلفی در سطح جهان هستند که شهرت افسانه‌ای به عنوان ورودی‌های جهان مردگان به دست آورده‌اند. اغلب آنها در مناطقی با فعالیت‌های زمین‌شناسی غیر معمول، به ویژه مناطق آتشفشانی، یا گاهی در دریاچه‌ها، غارها یا کوه‌ها یافت می‌شوند.

## دروازه یا ورودی به جهان زیرین در جهان یونانی-رومی
افسانه‌های یونان و روم باستان داستان‌هایی از انسان‌هایی را که از چنین دروازه‌هایی وارد دنیای مردگان شده‌اند یا ربوده شده‌اند، ثبت می‌کنند. آئنیاس از عالم اموات بازدید کرد، از طریق غاری در لبه دریاچه اورنوس در خلیج ناپل وارد شد. هرکول از همین نقطه وارد عالم اموات شد. در وسط فروم رومی ورودی دیگری وجود دارد، لاکوس کورتیوس، جایی که طبق افسانه، یک سرباز رومی به نام کورتیوس، شجاعانه سوار بر اسب خود وارد در ورودی شد تا بتواند آن را ببندد، اگرچه هم خودش و هم اسبش. در این عمل از بین رفت.
دریاچه لرنا یکی از ورودی های جهان زیرین بود.
اودیسئوس از دنیای زیرین بازدید کرد و از طریق رودخانه آخرون در شمال غربی یونان وارد شد.
اورفئوس با ورود به غاری در تناروم یا دماغه تنارون در انتهای جنوبی پلوپونز به دنیای مردگان در فرهنگ یونانی-رومی در جستجوی ائورودیکه سفر کرد.
دروازه پلوتون، «پلوتون» در زبان یونانی، «پلوتونیوم» در لاتین، در ترکیه امروزی که توسط باستان شناسان ایتالیایی کشف شده است. گفته می شود دروازه ورود به عالم اموات است. به اسطوره‌شناسی یونانی-رومی پیوند داده شده است.
رودخانه‌های کوکوتوس، لته، فلگتون و استیکس (اسطوره) نیز ورودی‌های جهان زیرین بودند.
خدا هادس الهه پرسفونه را از مزرعه ای در سیسیل ربود و از شکافی در زمین به عالم اموات برد تا بتواند با او ازدواج کند.